# Luftflotte 2
Luftflotte 2 (tweede luchtvloot) was een in 1939 opgerichte en in 1944 weer ontbonden divisie van de Luftwaffe, de luchtmacht van nazi-Duitsland.

## Commandanten
| Nr. | Afbeelding | Naam                                                    | Aangetreden     | Einde termijn     | Duur termijn            |
| --- | ---------- | ------------------------------------------------------- | --------------- | ----------------- | ----------------------- |
| 1   |            | General der Flieger Hellmuth Felmy (1885-1965)          | 1 februari 1939 | 12 januari 1940   | 345 dagen               |
| 2   |            | Generalfeldmarschall Albert Kesselring (1885-1960)      | 12 januari 1940 | 12 juni 1943      | 3 jaren, 5 maanden      |
| 3   |            | Generalfeldmarschall Wolfram von Richthofen (1895-1945) | 26 juni 1943    | 27 september 1944 | 1 jaar, 3 maanden 1 dag |

## Stafchefs van de Luftflotte 2
| Nr. | Afbeelding | Stafchef van de Luftflotte 2                   | Aangetreden      | Einde termijn     | Duur termijn                |
| --- | ---------- | ---------------------------------------------- | ---------------- | ----------------- | --------------------------- |
| 1   |            | Oberst Heinz-Hellmuth von Wühlisch (1892-1947) | 1 februari 1939  | 30 september 1939 | 29 dagen                    |
| 2   |            | Oberst Josef Kammhuber (1896-1986)             | 1 oktober 1939   | 19 december 1939  | 79 dagen                    |
| 3   |            | Generalmajor Wilhelm Speidel (1895-1970)       | 19 december 1939 | 30 januari 1940   | 42 dagen                    |
| 4   |            | Oberst Gerhard Bassenge (1897-1977)            | 30 januari 1940  | 31 juli 1940      | 1 jaar, 6 maanden, 1 dag    |
| 5   |            | Generalmajor Wilhelm Speidel (1895-1970)       | 1 augustus 1940  | 9 oktober 1940    | 2 maanden, 8 dagen          |
| 6   |            | Oberst Hans Seidemann (1902-1967)              | 10 oktober 1940  | 11 augustus 1942  | 1 jaar, 10 maanden, 1 dagen |
| 7   |            | Generalmajor Paul Deichmann (1898-1981)        | 25 augustus 1942 | 25 juni 1943      | 10 maanden                  |
| 8   |            | Oberst Thorsten Christ (1906-1967)             | 25 juni 1943     | 30 september 1943 | 3 maanden, 5 dagen          |
| 8   |            | Generalleutnant Ernst Müller (1883-1948)       | 1 oktober 1943   | 31 augustus 1944  | 10 maanden, 30 dagen        |